# Gentile Bellini
Gentile Bellini  je bil italijanski slikar iz beneške slikarske šole, * okoli 1429, † 23. februar 1507. 
Rojen je bil v družini vodilnih  beneških slikarjev. Na začetku kariere, če ne tudi kasneje, je bil bolj cenjen od svojega mlajšega brata in zdaj bolj slavnega Giovannija Bellinija. Od leta 1474 je bil uradni portretist beneških dožev. Naslikal je tudi veliko drugih del, predvsem za Scuola, bogato bratovščino, ki je imela zelo pomembno vlogo v družabnem življenju beneške visoke družbe.
Leta 1479 ga je beneška vlada na vabilo osmanskega sultana Mehmeda II. poslala v Konstantinopel, od koder se je naslednje leto vrnil. Za njim je odšlo na vzhod več njegovih učencev. Gentile Bellini je bile eden od začetnikov orientalistične tradicije v zahodnem slikarstvu. Njegov portret sultana Mehmeda II. je doživel več preslikav in grafik in postal znan po vsej Evropi.
- Sultan Mehmed II., 1480; olje na platnu; Nacionalna galerija, London
- Dož Giovanni Mocenigo, okoli 1478; tempera na plošči; Museo Correr, Benetke
- Madona z otrokom, pozno 15. stoletje; pred Marijo je islamska molilna preproga, prvi primer orientalskih preprog v renesančnem slikarstvu
- Kraljica Caterina Cornaro, okoli 1500; Szépmüvészeti Múzeum, Budimpešta

- Sv. Marko pridiga v Aleksandriji, 1504–1507; olje na platnu; Pinakoteka Brera, Milano
- Procesija Pravega križa na Trgu sv. Marka, 1496; tempera in  olje na platnu; Gallerie dell'Accademia, Benetke

## Sklic
1. ↑  data.bnf.fr: platforma za odprte podatke — 2011.
2. ↑  Art UK — 2003.
3. 1 2  Hartt, Frederick (1987). History of Italian Renaissance Art, (2nd edn.) Thames & Hudson (US Harry N Abrams). str. 397-398.  ISBN 0500235104.